# Isernhagen
Isernhagen település Németországban, azon belül Alsó-Szászország tartományban. Lakosainak száma 24 459 fő (2023. december 31.). Isernhagen Wedemark, Langenhagen, Hannover, Sehnde, Lehrte, Burgdorf és Burgwedel községekkel határos.

### A település részei

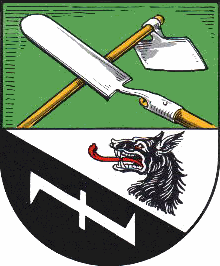
Altwarmbüchen
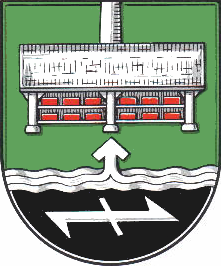
Neu-warmbüchen
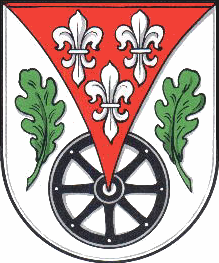
Kirchhorst
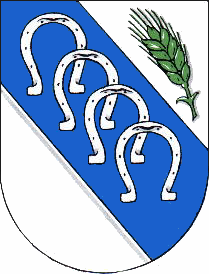
Farster Bauerschaft
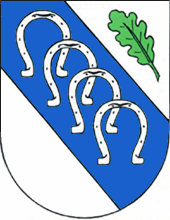
Hohenhorster Bauerschaft
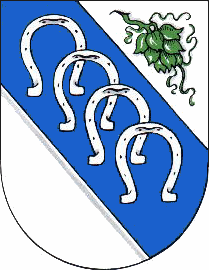
Kircher Bauerschaft
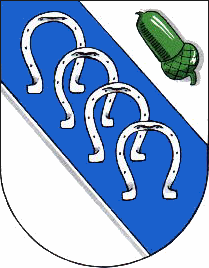
Niedern-hägener Bauerschaft

## Története
Isernhagent először 1322-ben említik Yserenhaghe néven a hannoveri polgárok névsorában. A 15. században a falu négy részből állt. 
1974. március 1-jén Altwarmbüchen, Kirchhorst és Neuwarmbüchen egyesítették Isernhagen községre.

## Népesség
A település népességének változása:
| Lakosok száma | 24 001 | 24 219 | 24 409 | 24 280 | 24 563 | 24 459 |
|               | 2016   | 2017   | 2019   | 2021   | 2022   | 2023   |